# St. Katharina (Garbisdorf)

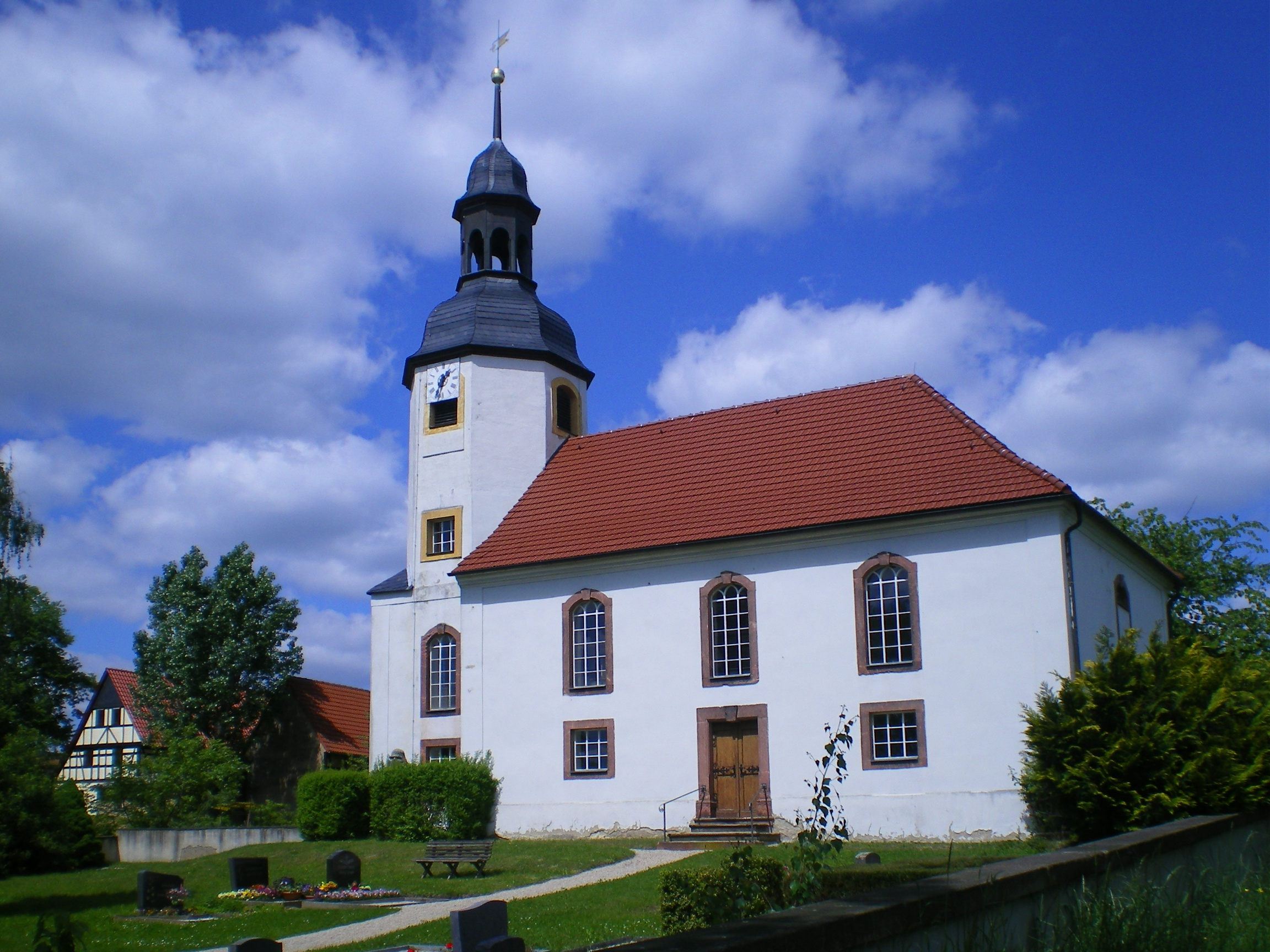
St. Katharina

Die evangelisch-lutherische Dorfkirche St. Katharina steht im Ortsteil Garbisdorf der Gemeinde Göpfersdorf im Landkreis Altenburger Land in Thüringen.

## Geschichte
Die 1746/47 im Stil des Barock erbaute und am ersten Advent 1747 geweihte Dorfkirche erhielt erst im Jahr 1815 über Spenden eine Orgel.  Schon die 1473 urkundlich erwähnte Vorgängerkirche, aus der der spätgotische Taufstein und das Geläut übernommen wurde, war der heiligen Katharina geweiht. Die Deckenmalereien fertigte Jacob Rauschenbach aus Wolperndorf. Die heute vorhandene Orgel stammt aus dem Jahr 1902 von Friedrich Ladegast.